# Fronteira Bolívia–Brasil

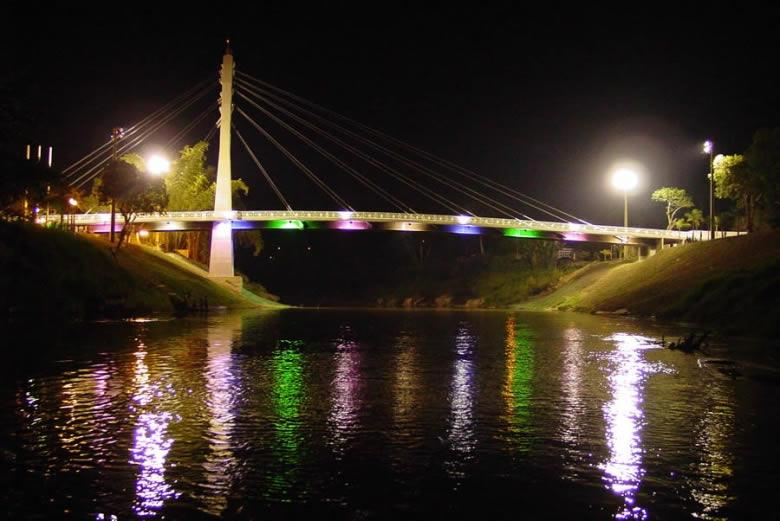
Vista noturna da Ponte Binacional Wilson Pinheiro, que cruza o Rio Acre ligando a cidade brasileira de Brasileia, no Acre, à cidade de Cobija, na Bolívia.

A fronteira entre Bolívia e Brasil é a linha que limita os territórios do Estado Plurinacional da Bolívia e da República Federativa do Brasil, e que se estende desde Corumbá, em Mato Grosso do Sul, até Assis Brasil, no Acre.
A linha limítrofe atravessa uma variedade de terrenos, percorrendo desde grandes áreas urbanas até desertos inóspitos e florestas. Começa no Pantanal e termina na Floresta Amazônica. Totaliza 3 400 km de fronteira.

## História
O primeiro tratado de limites entre o Brasil e a Bolívia foi ratificado em 1867, quando ainda não se conhecia corretamente a situação geográfica dos rios na Bacia Amazônica; tanto que um de seus artigos estabelecia a linha limite saindo do rio Madeira, por um paralelo para oeste, até as nascentes do rio Javari - estabelecendo ainda que se essas nascentes estivessem ao norte do paralelo (o que de fato ocorreu), a linha deveria seguir "desde a mesma latitude" até aquela nascente. Em 1898, verificou-se que à vista do Tratado de 1867, a região do Acre pertencia originalmente à Bolívia, porém naquela região havia uma população considerável de origem brasileira. Isso causou diversos atritos, já que a população não queria se submeter ao governo boliviano, que por sinal tentou até mesmo arrendar o território a anglo-americanos. Diversas revoltas surgiram , e a situação de insubmissão se estendeu até 1903, quando o Brasil ocupou militarmente o território até que se decidisse definitivamente as questões. Conseguiu-se então pacificar o Acre, e através de uma multa paga aos arrendatários anglo-americanos, declarou-se a desistência dos arrendatários.
No mesmo ano de 1903, reabriram-se as negociações propondo-se, por parte do Brasil, um acordo sobre a base de uma permuta equitativa de território, já que era interesse do Brasil manter sob seu domínio uma população que era brasileira, apesar do território ser, de acordo com o Tratado de 1867, pertencente à Peru. Finalmente iniciaram-se as conversações e depois de uma série de propostas e contra-propostas, o Tratado de Petrópolis foi assinado, ficando acordado que mediante compensações territoriais em vários pontos da fronteira, a construção por conta do Brasil de uma estrada de ferro, a ponte Binacional Wilson Pinheiro, a liberdade de trânsito pelo caminho de ferro e pelos fluviais até o Oceano Atlântico e mais uma indenização de dois milhões de libras esterlinas, a Bolívia cederia o Acre. Desta vez, segundo Rio Branco, estava acontecendo uma verdadeira expansão territorial (já que segundo ele os pleitos anteriores apenas haviam mantido o "patrimônio nacional"). 

## Regiões fronteiriças

Mapa da tríplice fronteira entre Bolívia, Brasil e Peru.

### Brasil
- Acre
- Mato Grosso
- Mato Grosso do Sul
- Rondônia

### Bolívia
- Beni
- Pando
- Santa Cruz